# 上海推进科技创新中心建设办公室
上海推进科技创新中心建设办公室，简称上海科创办，是负责对上海科创中心发展建设，进行综合指导的上海市人民政府派出机构。机关办公地点为浦东新区张东路1158号3号楼。

## 机构沿革
上海高新区始建于1990年代初。1991年3月，上海漕河泾新兴技术开发区成为首批国家级高新区之一。1992年，上海的国家级高新区更名为上海高新技术产业开发区，并于1998年形成了漕河泾开发区、张江高科技园区、上大科技园、中纺科技园、金桥园、嘉定园「一区六园」的格局。
2006年3月，经国务院批准，上海高新技术产业开发区更名为上海张江高新技术产业开发区（简称：上海张江高新区）。2010年，成立上海市张江高新技术产业开发区管理委员会，承担上海张江高新技术产业开发区领导小组的日常工作。上海张江高新技术产业开发区是2011年国务院批准建设的第三个国家自主创新示范区，示范区规划面积为「一区十八园」和紫竹高新区，共约470.5平方公里。
2015年4月27日，随着上海自贸区范围扩大（包括张江高新区），中国（上海）自由贸易试验区管理委员会（与浦东新区人民政府合署办公）设立区域性的张江管理局，与张江高新区管委会合署办公。
2018年4月，经中共上海市委、上海市人民政府批准，将上海张江综合性国家科学中心办公室、上海市张江高新技术产业开发区管理委员会、上海市张江高科技园区管理委员会、中国（上海）自由贸易试验区管理委员会张江管理局机构职能整合，重组上海推进科技创新中心建设办公室，加挂上海张江综合性国家科学中心办公室、上海市张江高新技术产业开发区管理委员会、上海市张江科学城建设管理办公室、中国（上海）自由贸易试验区管理委员会张江管理局牌子。上海市张江高科技园区管理委员会更名为上海市张江科学城建设管理办公室。

## 主要职能
上海推进科技创新中心建设办公室负责对上海张江高新技术产业开发区(包括核心园、漕河泾园、闸北园、青浦园、嘉定园、金桥园、杨浦园、长宁园、徐汇园、虹口园、松江园、闵行园、金山园、奉贤园、普陀园、陆家嘴园、崇明园、临港园、紫竹高新区)发展建设进行综合指导，并承担上海张江高新技术产业开发区领导小组的日常工作。

## 机构设置

### 内设机构
- 综合处
- 政策研究处
- 发展规划处
- 创新促进处
- 协调服务处